# Пашківці (Мукачівський район)
Пашкі́вці — село в Жденіївській селищній громаді Мукачівського району Закарпатської області України.
Перша згадка у 1649-році як Paskóc.
У 1649 році, як описав Тивадар Легоцький, Андрій Візницький заснував тут нове село біля потоку Пашковець, на місцевості, яка називалась Млаки, яке він спочатку називав Andrásfalvá.
Інші згадки: 1693-Paskowec, 1851- Paszkócz, 1904-Hidegrét.

## Релігія
храм Різдва пр. богородиці. 1932.
Ще одна версія: Село заснували на пасовищі, від чого пішла його назва. Невелику дерев'яну церкву збудував відомий майстер з Нижніх Воріт Василь Улинець з1930по1932 р. Допомагали йому двоє майстрів з Нижніх Воріт, а дев'ять пашківчан, причетних до будівництва, зібрали гроші, возили дерево власними кіньми та возами. 12 вересня 1932 р. церкву посвятили.
Розповідають, що Улинець говорив про пашковецьку церкву як про свою дев'яту споруду. Дослідник Василь Пагиря зазначає, що філіальну церкву в Пашковці святили в 1934 р. Очевидно, це було посвячення вже обладнаної та прикрашеної церкви. Тоді ж Марія Мацко (Лукач) подарувала 260 корон на престольний образ та 83 корони на хрест. У 1935 р. було придбано чорні хоругви за 520 корон.
У 1937 р. Адольф Венк подарував статую св. Антонія, Андрій Ряшко — червоні хоругви, прикрашали церкву й інші селяни. У 1969 р. стараннями куратора Юрія Щербея церкву відремонтували, перебудували ґанок, а художник Мешко з Мукачева розмалював її всередині.
У 1978 р. — перекрили бляхою. Споруда належить до пізніх церков і вже не має всіх характерних для народного будівництва ознак. Однак майстер вміло вирішив пропорції храму й вигідно розмістив його на тлі розкішного пейзажу.

## Географія
У селі струмок Пашківський впадає у річку Жденівку.

## Населення
Згідно з переписом УРСР 1989 року чисельність наявного населення села становила 159 осіб, з яких 83 чоловіки та 76 жінок.
За переписом населення України 2001 року в селі мешкали 154 особи. 100 % населення вказало своєю рідною мовою українську мову.

## Туристичні місця
- храм Різдва пр. богородиці. 1932.
- На північ від села розташований лісовий заказник — «Привододільний».
- урочище Млаки